# PCHL 1951/52
Die Saison 1951/52 war die 16. und letzte reguläre Saison der Pacific Coast Hockey League (PCHL). Meister wurden die Saskatoon Quakers.

## Teamänderungen
Folgende Änderungen wurden vor Beginn der Saison vorgenommen:
- Die Portland Eagles stellten den Spielbetrieb ein.
- Die Calgary Stampeders aus der Western Canada Senior Hockey League wurden als Expansionsteam in die Liga aufgenommen.
- Die Edmonton Flyers aus der Western Canada Senior Hockey League wurden als Expansionsteam in die Liga aufgenommen.
- Die Saskatoon Quakers wurden als Expansionsteam in die Liga aufgenommen.

## Reguläre Saison
Abkürzungen: GP = Spiele, W = Siege, L = Niederlagen, T = Unentschieden, GF = Erzielte Tore, GA = Gegentore, Pts = Punkte

### Tabelle
|                        | GP | W  | L  | T  | GF  | GA  | Pts |
| ---------------------- | -- | -- | -- | -- | --- | --- | --- |
| New Westminster Royals | 70 | 40 | 19 | 11 | 286 | 200 | 91  |
| Saskatoon Quakers      | 70 | 35 | 21 | 14 | 273 | 225 | 84  |
| Tacoma Rockets         | 70 | 34 | 25 | 11 | 293 | 244 | 79  |
| Seattle Ironmen        | 70 | 30 | 31 | 9  | 252 | 280 | 69  |
| Edmonton Flyers        | 70 | 30 | 32 | 8  | 244 | 246 | 68  |
| Victoria Cougars       | 70 | 25 | 38 | 7  | 242 | 296 | 57  |
| Calgary Stampeders     | 70 | 24 | 37 | 9  | 278 | 320 | 57  |
| Vancouver Canucks      | 70 | 23 | 38 | 9  | 226 | 283 | 55  |